# Semih Şentürk
Semih Şentürk, född 29 april 1983, är en turkisk före detta fotbollsspelare som spelade som anfallare för Fenerbahçe i Süper Lig. Han representerade även det turkiska landslaget.

## Landslagsmål
| Nr | Datum            | Arena                                      | Motståndare | Mål   | Resultat | Tävling                          |
| -- | ---------------- | ------------------------------------------ | ----------- | ----- | -------- | -------------------------------- |
| 1. | 29 maj 2008      | MSV-Arena, Duisburg, Tyskland              | Finland     | 2 – 0 | 2 – 0    | Träningsmatch                    |
| 2. | 11 juni 2008     | St. Jakob-Park, Basel, Schweiz             | Schweiz     | 1 – 1 | 2 – 1    | Fotbolls-EM 2008                 |
| 3. | 20 juni 2008     | Ernst Happel Stadion, Wien, Österrike      | Kroatien    | 1 – 1 | 1 – 1    | Fotbolls-EM 2008                 |
| 4. | 25 juni 2008     | St. Jakob-Park, Basel, Schweiz             | Tyskland    | 2 – 2 | 2 – 3    | Fotbolls-EM 2008                 |
| 5. | 6 september 2008 | Hrazdan Stadium, Jerevan, Armenien         | Armenien    | 0 – 2 | 0 – 2    | Kvalspelet till Fotbolls-VM 2010 |
| 6. | 1 april 2009     | Ali Sami Yen Stadium, İstanbul, Turkiet    | Spanien     | 1 – 0 | 1 – 2    | Kvalspelet till Fotbolls-VM 2010 |
| 7. | 26 maj 2010      | Veterans Stadium, New Britain, Connecticut | Nordirland  | 2 – 0 | 2 – 0    | Träningsmatch                    |
| 8. | 7 september 2010 | Şükrü Saracoğlu Stadium, İstanbul, Turkiet | Belgien     | 2 – 1 | 3 – 2    | Kvalspelet till Fotbolls-EM 2012 |